# Velké Bílovice
Pour les articles homonymes, voir Bílovice.
Velké Bílovice (API: ˈvɛlkɛː ˈbiːlovɪtsɛ ; en allemand : Groß Billowitz) est une ville du district de Břeclav, dans la région de Moravie-du-Sud, en République tchèque. Sa population s'élevait à 3 883 habitants en 2024.
Velké Bílovice est le principal centre viticole de la République tchèque, avec plus de 730 hectares de vignobles (2015).

## Géographie
Velké Bílovice se trouve à 10 km au nord de Břeclav, à 45 km au sud-est de Brno, à 80 km au nord-est de Vienne (Autriche) et à 224 km au sud-est de Prague.
La commune est limitée par Velké Pavlovice et Vrbice au nord, par Čejkovice à l'est, par Moravský Žižkov au sud-est, par Ladná au sud, par Podivín au sud-ouest et par Rakvice à l'ouest.

## Histoire
La première mention écrite de la localité date de 1306

## Galerie

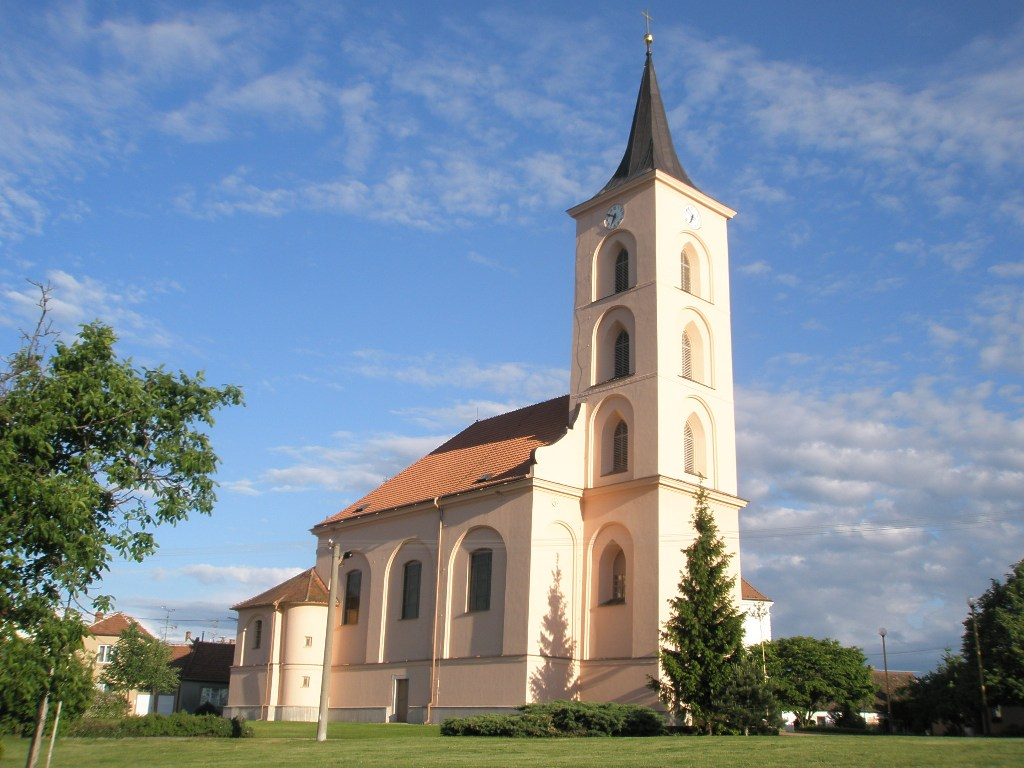
Église de la Nativité de la Vierge Marie.
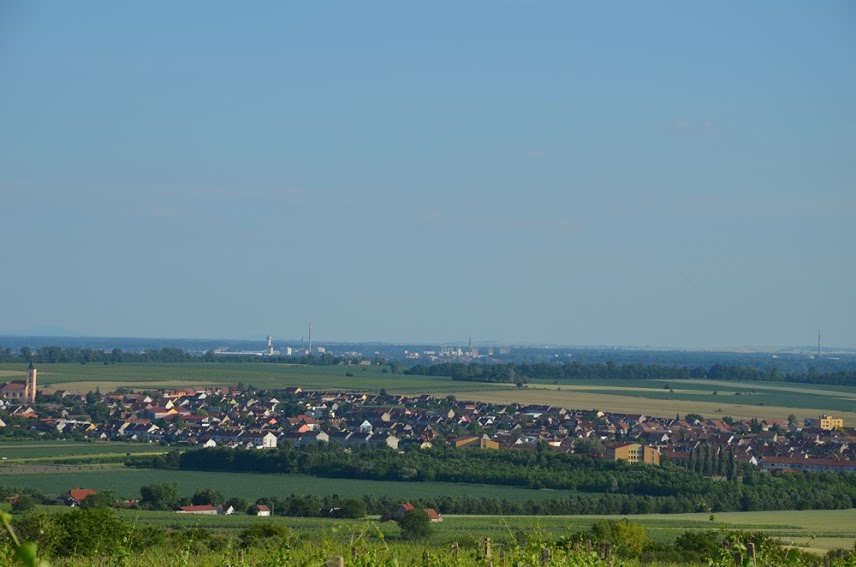
Velké Bílovice vu du nord, vue depuis la chapelle. Au loin, la ville Břeclav (distance de 10 km).

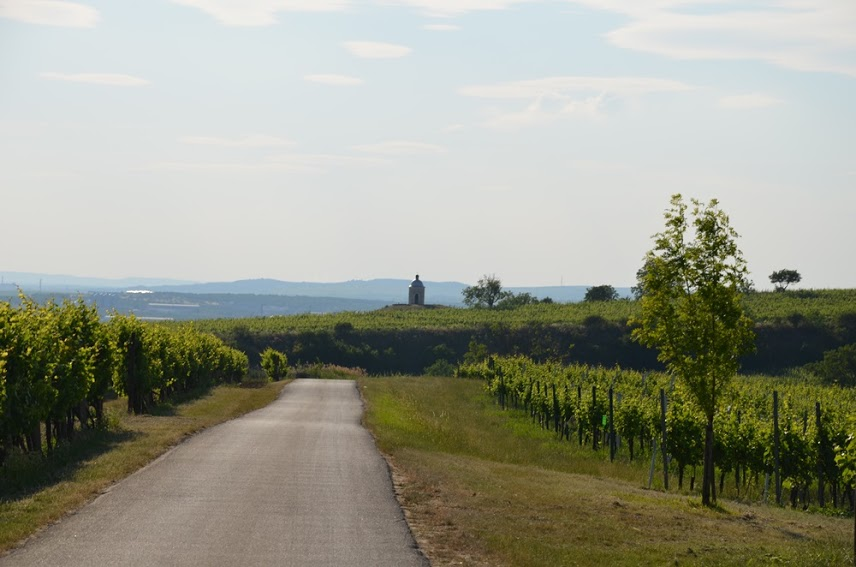
La route entre les vignes menant à la chapelle.
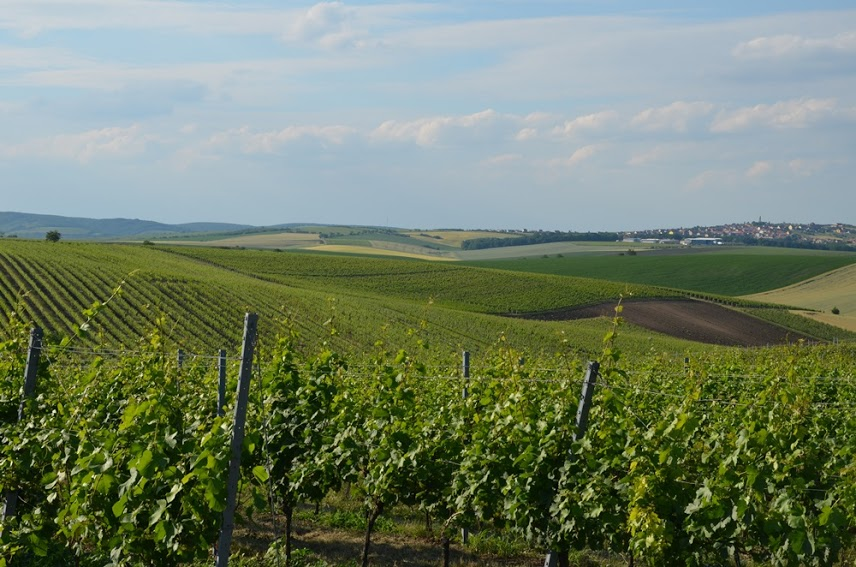
Sur la route vers la chapelle, vers le nord. Au loin, le village Vrbice.